# HD 32480
HD 32480，又名BD+27 723，SAO 76941、HR 1632，是一颗恒星，视星等为6.6，位于銀經175.98，銀緯-8.17，其B1900.0坐标为赤經4h 58m 22.7s，赤緯+27° -8.17′ 24″。